# 矢板市
矢板市（日语：／ Yaita shi */?）是栃木縣北部的一市。